# Elisa Donovan
Elisa Donovan, née Lisa Adaline Donovan, est une actrice américaine née le 3 février 1971 à Poughkeepsie, New York (États-Unis).

## Biographie
Elisa a grandi à Long Island où elle a été une gymnaste, danseuse et cavalière accomplie. Elle a commencé à étudier le théâtre à l'âge de 12 ans. Elle a fréquenté le collège à la New School for Social Research à New York City, où elle a fait ses études d'art dramatique. Elle a dû changer son prénom à Elisa lors de son inscription à l'Actor's Equity étant donné qu'une actrice était déjà enregistrée sous le nom de Lisa Donovan[réf. nécessaire]. Elle a percé grâce à son rôle dans le film Clueless (1995), où elle joue Amber, l'ennemie de Cher.

## Filmographie
- 1994 : Petite Fleur (Blossom) (série télévisée) : Tanya
- 1995 : Café Babel : Lover (she)
- 1995 : Clueless : Amber
- 1995 : Simon (série télévisée) : Holly
- 1995 : Le Rebelle (Renegade) (série télévisée) : Tina Douglas
- 1995 : Beverly Hills 90210 (série télévisée) : Ginger LaMonica
- 1996 : Préhistoire d'amour (Encino Woman) (TV) : Ivana
- 1997 : Justice League of America (en) (TV) : Cheryl
- 1998 : Une nuit au Roxbury (A Night at the Roxbury) : Cambi
- 1999 : Pop : Nora
- 1999 : 15 minutes : E.D
- 1999 : Clueless (série télévisée) : Amber Mariens
- 1999 : Loving Jezebel : Salli
- 1999 : Voilà ! (Just Shoot Me!) (série télévisée) : Amber
- 2000 : Jack & Jill (série télévisée) : Annie
- 2000 : Best Actress (TV) : Lori Seefer
- 2001 : Rebound Guy : Alexandra
- 2001 : Liars Club : Mae
- 2002 : Les Loups de Wall Street (Wolves of Wall Street) : Annabella Morris
- 2000 - 2003 : Sabrina, l'apprentie sorcière (Sabrina, the Teenage Witch) (série télévisée) : Morgan Cavanaugh
- 2004 : Amy (Judging Amy) (série télévisée) : Shelby Crawford
- 2004 : Bandwagon : Elisa Donovan
- 2004 : A Girl's Guide to Depravity
- 2004 : L'Étoile de Noël (Eve's Christmas) (TV) : Eve Simon
- 2006 : TV: The Movie : Susie
- 2006 : Kiss Me Again : Malika
- 2006 : NCIS : Enquêtes spéciales (Navy NCIS: Naval Criminal Investigative Service) (série télévisée) : Rebecca Kemp
- 2006 : The Bliss : Martina
- 2007 : Une sœur dangereuse (Framed for Murder) (TV) : June Baldwin
- 2007 : Le Jeu de la vérité (Betrayals) (TV) : Carson O'Conner
- 2008 : 15 Minutes of Fame : Red
- 2008 : Shark Swarm (TV) : Brenda
- 2009 : Chasing Happiness : Jen
- 2009 : Sonny (Sonny with a Chance) (série télévisée) : Sharona
- 2009 : Complacent : Jennifer
- 2009 : Le Sauveur de Noël / Le Chien de Noël (The Dog Who Saved Christmas) (TV) : Belinda Ballister
- 2009 : Des souvenirs pour Noël / Un Noël en Or (A Golden Christmas) (TV) : Anna
- 2010 : À la rescousse de Noël / Le Chien de Noël 2 : En vacances au ski ! (The Dog Who Saved Christmas Vacation) (TV) : Belinda Ballister
- 2011 : Un amour ne meurt jamais (Your Love Never Fails) (TV) : Laura Conners
- 2011 : Le Sauveur d'Halloween / Le Chien d'Halloween (The Dog Who Saved Halloween) (TV) : Belinda Ballister
- 2011 : Les 12 vœux de Noël (12 Wishes of Christmas) (TV) : Laura Lindsey
- 2011 : Les Copains et la Légende du chien maudit (Spooky Buddies) (TV) : Janice
- 2012 : Le Chien qui a sauvé Noël / Le Chien de Noël, la famille s'agrandit (The Dog Who Saved the Holidays) (TV) : Belinda Ballister
- 2014 : Le Chien qui a sauvé Pâques (The Dog Who Saved Easter) (TV) : Belinda Ballister
- 2015 : Le Chien qui a sauvé l’été (The Dog Who Summer) (TV) : Belinda Ballister